# 2020 en Suisse
Chronologie de la Suisse
- 2016
- 2017
- 2018
- 2019
- 2020
- 2021
- 2022
- 2023
- 2024

## Gouvernement au1erjanvier 2020
- Conseil fédéral[1] :
  - Simonetta Sommaruga (PS/BE), présidente de la Confédération
  - Guy Parmelin (UDC/VD) , vice-président de la Confédération
  - Alain Berset (PS/FR)
  - Ueli Maurer (UDC/ZH)
  - Ignazio Cassis (PLR/TI)
  - Karin Keller-Sutter (PLR/SG)
  - Viola Amherd (PDC/VS)

## Faits marquants

### Janvier
- 21 au 24 janvier : 50e Forum économique mondial à Davos.

### Février
- 9 février : votation fédérale sur deux objets.
- 28 février : en raison de l'épidémie de maladie à coronavirus en cours, le Conseil fédéral interdit les manifestations de plus de 1 000 personnes jusqu'au 15 mars ; le Salon international de l'automobile de Genève prévu en mars est annulé.

### Mars
- 13 mars : à la suite de la rapide propagation du Covid-19 en Suisse, le Conseil fédéral prend la décision de fermer les établissements scolaires jusqu'au 3 avril, au minimum.
- 15 mars :
  - élections municipales dans le canton de Genève ;
  - élections cantonales dans le canton de Thurgovie.
- 22 mars : élections cantonales dans le canton de Schwytz.

### Avril
- 27 avril : dans la première étape de réouverture partielle, certaines branches économiques (magasins de bricolage, jardineries, coiffeurs, cabinets médicaux, vétérinaires, salons de beauté et tatoueurs) peuvent ouvrir à nouveau.

### Août
- 30 août : élections cantonales schaffhousoises (exécutif).

### Septembre
- 4 septembre : le tunnel de base du Ceneri est inauguré dans le Tessin.
- 27 septembre :
  - votation fédérale sur cinq objets :
  - élections cantonales schaffhousoises (conseil législatif).

### Octobre
- 18 octobre : élections communales dans le canton du Valais.

### Novembre
- 29 novembre : votation fédérale.